# Pjedsted
Pjedsted es un área urbana del municipio de Fredericia, en la región de Dinamarca del Sur (Dinamarca). Tiene una población estimada, a principios de 2022, de 589 habitantes.
Está ubicada en la península de Jutlandia, junto al estrecho Pequeño Belt, que la separa de la isla de Fionia.